# The Rickchurian Mortydate
"The Rickchurian Mortydate" er den tiende og sidste episode i den tredje sæson af Adult Swims tegnefilmserie Rick and Morty. Den er skrevet af Dan Harmon, og instrueret af Anthony Chun, og havde premiere den 1. oktober 2017.
Titlen refererer til The Manchurian Candidate (2004).
Afsnittet følger Rick og Morty, der har en uoverensstemmelse med USA præsident, fordi han hele tiden ringer til dem for at få hjælp.
Afsnittet blev set af omkring 2,6 mio. personer ved første visning.